# عودة سوبرمان (فلم)
عودة سوبرمان (بالإنجليزية: Superman Returns) هو فيلم بطل خارق أمريكي 2006 من إنتاج وإخراج براين سينجر. مبني على شخصية دي سي كومكس سوبرمان. الفيلم يعد كجزء متمم لفيلم سوبرمان 1978 وسوبرمان 2 (1980)، متجاهلاً أحداث سوبرمان 3 (1983) وسوبرمان IV:البحث عن السلام (1987). الفيلم من بطولة براندون روث بدور كلارك كينت/سوبرمان وكايت بوسورث وجيمس مارسدن وفرانك لانجيلا وإيفا ماري سانت وباركر بوزي وكال بين وسام هنتنغتون وكيفين سبيسي. يحكي الفيلم قصة سوبرمان عند عودته إلى الأرض بعد غياب دام خمس سنوات. فيجد حبه لويس كنت قد مضت بحياتها، وعدوه اللدود لوكس لوثور يخطط لتدمير العالم بدأً بالولايات المتحدة.
عرض الفيلم مع مراجعات إيجابية وتلقى عدة ترشيحات لجوائز، لكن وارنر برذرز اعتبرته مخيباً بسبب إيرادته في صناديق التذاكر التي وصلت إلى 391 مليون دولار فقط. من المقرر صدور ريبوت لسلسلة سوبرمان في 2013 مع فيلم رجل من حديد وسيكون من إخراج زاك سنايدر وبطولة هنري كافيل بدور سوبرمان.

## وصلات خارجية
- عودة سوبرمان على موقع IMDb (الإنجليزية)
- عودة سوبرمان على موقع ميتاكريتيك (الإنجليزية)
- عودة سوبرمان على موقع روتن توميتوز (الإنجليزية)
- عودة سوبرمان على موقع نتفليكس (الإنجليزية)
- عودة سوبرمان على موقع قاعدة بيانات الأفلام العربية
- عودة سوبرمان على موقع ألو سيني (الفرنسية)
- عودة سوبرمان على موقع Turner Classic Movies (الإنجليزية)
- عودة سوبرمان على موقع أول موفي (الإنجليزية)
- عودة سوبرمان على موقع بوكس أوفيس موجو (الإنجليزية)
- عودة سوبرمان على موقع فيلمافينيتي (الإسبانية)